# Allemansfond
Allemansfond var en typ av aktiefond som infördes i Sverige i april 1984 för att stimulera allmänheten att spara i fonder. Den reglerades därför av särskilda lagar som bland annat innebar lägre beskattning än för andra kapitalinkomster. 
Skattefriheten för allemansfonder togs bort december 1990. Skattesatsen sattes till 20 procent, vilket var lägre än de 30 procent som kom att gälla för övriga kapitalvinster. 1997 miste allemanssparandet sin skattesubvention och från och med den 1 juli 1998 upphörde lagen om allemanssparandet att gälla helt. Allemansfonderna omfattas sedan dess av samma regler som gäller för andra fonder.